# Pseudomystus leiacanthus
Pseudomystus leiacanthus es una especie de peces de la familia Bagridae en el orden de los Siluriformes.

## Morfología
Los machos pueden llegar alcanzar los 6,2 cm de longitud total

## Distribución geográfica
Se encuentra desde la Península de Malaca hasta Borneo.